# J1 League 2020
La J1 League 2020, nota come Meiji Yasuda J1 League 2020 per ragioni di sponsorizzazione, è la ventottesima edizione della massima serie del campionato giapponese di calcio. Il campionato è iniziato il 21 febbraio e si conclude il 19 dicembre 2020. Il campionato è stato vinto dal Kawasaki Frontale per la terza volta nella sua storia.

## Stagione

### Novità
Al termine della J1 League 2019 sono stati retrocessi in J2 League il Júbilo Iwata e il Matsumoto Yamaga, mentre dalla J2 League 2019 sono stati promossi il Kashiwa Reysol e lo Yokohama FC.

### Formula
Le 18 squadre si affrontano in un girone all'italiana con partite di andata e ritorno, per un totale di 34 giornate. La squadra prima classificata è dichiarata campione del Giappone e viene ammessa alla fase a gironi della AFC Champions League 2021. La seconda classifica viene anche ammessa alla fase a gironi della AFC Champions League 2021, mentre la terza classificata viene ammessa alla fase play-off della AFC Champions League 2021. Non sono previste retrocessioni.

### Avvenimenti
Il 25 febbraio 2020, quando era stata disputata solamente la prima giornata di campionato, tutte le gare previste fino al 15 marzo 2020, ossia dalla seconda alla quarta giornata, vennero rinviate a data da destinarsi a causa della pandemia di COVID-19 che aveva colpito il Giappone. Il 12 marzo 2020 la sospensione del campionato venne prorogata fino al 29 marzo successivo. Il 19 marzo 2020 la J. League annunciò che per la stagione 2020 non ci sarebbero state retrocessioni, determinando così un allargamento del campionato di J1 League a 20 squadre partecipanti per la stagione 2021.
Il 3 aprile 2020 la J.League annunciò che i campionati sarebbero ripresi gradualmente: prima la J3 League, poi la J2 League e, infine, il 9 maggio la J1 League, ma il 30 aprile successivo venne annunciata un'ulteriore estensione della sospensione dei tornei. Il 29 maggio 2020 venne annunciato che il campionato di J1 League sarebbe ripartito il 4 luglio successivo e le partite si sarebbero disputate a porte chiuse.
Il 12 agosto 2020 il Sagan Tosu annunciò la sospensione di tutte le attività poiché era stato scoperto un focolaio di contagio da COVID-19 nella squadra, determinando il rinvio della gara valida per la decima giornata di campionato contro il Gamba Osaka. Le partite del Sagan Tosu valide per le successive tre giornate di campionato vennero rinviate e la squadra tornò a giocare il 5 settembre 2020 in occasione della quattordicesima giornata contro lo Yokohama FC.

## Squadre partecipanti
| Club                       | Città     | Stadio                       | Stagione precedente    |
| -------------------------- | --------- | ---------------------------- | ---------------------- |
| Cerezo Osaka               | Osaka     | Stadio Nagai                 | 5º posto in J1 League  |
| Gamba Osaka                | Suita     | Panasonic Stadium Suita      | 7º posto in J1 League  |
| Hokkaido Consadole Sapporo | Sapporo   | Sapporo Dome                 | 10º posto in J1 League |
| Kashima Antlers            | Kashima   | Kashima Soccer Stadium       | 3º posto in J1 League  |
| Kashiwa Reysol             | Kashiwa   | Sankyo Frontier Kashiwa      | 1º posto in J2 League  |
| Kawasaki Frontale          | Kawasaki  | Todoroki Athletics Stadium   | 4º posto in J1 League  |
| Nagoya Grampus             | Nagoya    | Stadio Toyota                | 13º posto in J1 League |
| Oita Trinita               | Ōita      | Stadio Ōita                  | 9º posto in J1 League  |
| Sagan Tosu                 | Tosu      | Best Amenity Stadium         | 15º posto in J1 League |
| Sanfrecce Hiroshima        | Hiroshima | Hiroshima Big Arch           | 6º posto in J1 League  |
| Shimizu S-Pulse            | Shizuoka  | IAI Stadium Nihondaira       | 12º posto in J1 League |
| Shonan Bellmare            | Hiratsuka | Shonan BMW Stadium Hiratsuka | 16º posto in J1 League |
| Tokyo                      | Tokyo     | Tokyo Stadium                | 2º posto in J1 League  |
| Urawa Red Diamonds         | Saitama   | Saitama Stadium 2002         | 14º posto in J1 League |
| Vegalta Sendai             | Sendai    | Yurtec Stadium Sendai        | 11º posto in J1 League |
| Vissel Kobe                | Kōbe      | Stadio del Parco Misaki      | 8º posto in J1 League  |
| Yokohama F·Marinos         | Yokohama  | Nissan Stadium               | 1º posto in J1 League  |
| Yokohama FC                | Yokohama  | Mitsuzawa Stadium            | 2º posto in J2 League  |

## Classifica finale
Fonte: sito ufficiale.
|  | Pos. | Squadra             | Pt | G  | V  | N  | P  | GF | GS | DR  |
|  | ---- | ------------------- | -- | -- | -- | -- | -- | -- | -- | --- |
|  | 1.   | Kawasaki Frontale   | 83 | 34 | 26 | 5  | 3  | 88 | 31 | +57 |
|  | 2.   | Gamba Osaka         | 65 | 34 | 20 | 5  | 9  | 46 | 42 | +4  |
|  | 3.   | Nagoya Grampus      | 63 | 34 | 19 | 6  | 9  | 45 | 28 | +17 |
|  | 4.   | Cerezo Osaka        | 60 | 34 | 17 | 6  | 10 | 46 | 37 | +9  |
|  | 5.   | Kashima Antlers     | 59 | 34 | 18 | 5  | 11 | 55 | 44 | +11 |
|  | 6.   | FC Tokyo            | 57 | 34 | 17 | 6  | 11 | 47 | 42 | +5  |
|  | 7.   | Kashiwa Reysol      | 52 | 34 | 15 | 7  | 12 | 60 | 46 | +14 |
|  | 8.   | Sanfrecce Hiroshima | 48 | 34 | 13 | 9  | 12 | 46 | 37 | +9  |
|  | 9.   | Yokohama F·Marinos  | 47 | 34 | 14 | 5  | 15 | 69 | 59 | +10 |
|  | 10.  | Urawa Reds          | 46 | 34 | 13 | 7  | 14 | 43 | 56 | -13 |
|  | 11.  | Oita Trinita        | 43 | 34 | 11 | 10 | 13 | 36 | 45 | -9  |
|  | 12.  | Consadole Sapporo   | 39 | 34 | 10 | 9  | 15 | 47 | 58 | -11 |
|  | 13.  | Sagan Tosu          | 36 | 34 | 7  | 15 | 12 | 37 | 43 | -6  |
|  | 14.  | Vissel Kōbe         | 36 | 34 | 9  | 9  | 16 | 50 | 59 | -9  |
|  | 15.  | Yokohama FC         | 33 | 34 | 9  | 6  | 19 | 38 | 60 | -22 |
|  | 16.  | Shimizu S-Pulse     | 28 | 34 | 7  | 7  | 20 | 48 | 70 | -22 |
|  | 17.  | Vegalta Sendai      | 28 | 34 | 6  | 10 | 18 | 36 | 61 | -25 |
|  | 18.  | Shonan Bellmare     | 27 | 34 | 6  | 9  | 19 | 29 | 48 | -19 |

Legenda:
      Campione del Giappone e ammesso alla AFC Champions League 2021.
      ammessa alla AFC Champions League 2021.
      ammessa alle qualificazioni della AFC Champions League 2021.
Note:
Tre punti a vittoria, uno a pareggio, zero a sconfitta.
La classifica viene stilata secondo i seguenti criteri:
- Punti conquistati
- Differenza reti generale
- Reti totali realizzate
- Punti negli scontri diretti
- Differenza reti negli scontri diretti
- Reti realizzate negli scontri diretti
- Classifica fair-play
- Sorteggio

## Risultati
|                     | Cer  | Gam  | Hok  | KaA  | KaR  | Kaw  | Nag  | Oit  | Sag  | San  | Shi  | Sho  | Tok  | Ura  | Veg  | Vis  | YFM  | YFC  |
| ------------------- | ---- | ---- | ---- | ---- | ---- | ---- | ---- | ---- | ---- | ---- | ---- | ---- | ---- | ---- | ---- | ---- | ---- | ---- |
| Cerezo Osaka        | –––– | 1-1  | 2-0  | 1-2  | 0-0  | 1-3  | 0-2  | 1-0  | 1-2  | 0-1  | 2-0  | 1-0  | 0-0  | 3-0  | 2-1  | 0-0  | 4-1  | 1-0  |
| Gamba Osaka         | 1-2  | –––– | 2-1  | 2-0  | 2-1  | 0-1  | 2-1  | 2-1  | 1-1  | 1-0  | 0-2  | 0-1  | 1-3  | 1-3  | 0-4  | 1-0  | 1-1  | 2-1  |
| Hokkaido Consadole  | 1-3  | 0-1  | –––– | 1-0  | 0-1  | 1-6  | 0-0  | 1-1  | 1-1  | 0-2  | 5-1  | 2-1  | 1-1  | 3-4  | 3-3  | 2-3  | 3-1  | 3-0  |
| Kashima Antlers     | 1-1  | 1-1  | 0-2  | –––– | 1-4  | 1-1  | 0-2  | 0-2  | 2-0  | 1-0  | 2-0  | 1-0  | 2-2  | 4-0  | 2-1  | 2-2  | 4-2  | 3-2  |
| Kashiwa Reysol      | 1-3  | 3-0  | 4-2  | 2-3  | –––– | 2-3  | 0-1  | 1-1  | 1-2  | 1-1  | 0-0  | 3-2  | 0-1  | 1-1  | 5-1  | 4-3  | 1-3  | 1-3  |
| Kawasaki Frontale   | 5-2  | 5-0  | 0-2  | 2-1  | 3-1  | –––– | 3-0  | 2-0  | 0-0  | 5-1  | 5-0  | 3-1  | 3-1  | 2-1  | 1-0  | 3-2  | 3-1  | 3-2  |
| Nagoya Grampus      | 1-0  | 2-2  | 3-0  | 1-3  | 0-1  | 1-0  | –––– | 0-0  | 1-0  | 1-0  | 3-1  | 3-1  | 1-0  | 6-2  | 1-0  | 2-1  | 2-1  | 0-0  |
| Oita Trinita        | 0-1  | 0-1  | 1-1  | 1-4  | 0-0  | 1-0  | 0-3  | –––– | 2-0  | 0-2  | 2-1  | 2-2  | 0-1  | 0-0  | 0-2  | 1-1  | 1-0  | 1-0  |
| Sagan Tosu          | 1-1  | 1-2  | 0-2  | 0-2  | 2-1  | 1-1  | 0-0  | 2-2  | –––– | 0-0  | 1-1  | 2-2  | 3-0  | 0-1  | 0-1  | 0-1  | 1-3  | 3-0  |
| Sanfrecce Hiroshima | 1-2  | 1-2  | 2-2  | 3-0  | 0-1  | 0-2  | 2-0  | 1-2  | 3-0  | –––– | 4-1  | 1-0  | 3-3  | 1-1  | 1-1  | 2-1  | 3-1  | 1-1  |
| Shimizu S-Pulse     | 3-1  | 1-2  | 3-1  | 1-2  | 1-2  | 2-2  | 1-2  | 4-2  | 1-1  | 2-3  | –––– | 1-1  | 1-3  | 1-2  | 2-3  | 3-1  | 3-4  | 2-3  |
| Shonan Bellmare     | 0-1  | 1-2  | 0-0  | 1-0  | 3-2  | 0-1  | 0-1  | 1-2  | 0-0  | 1-1  | 0-3  | –––– | 0-1  | 2-3  | 0-1  | 1-1  | 1-0  | 1-0  |
| Tokyo               | 2-0  | 0-1  | 1-0  | 1-2  | 1-3  | 0-4  | 1-0  | 2-3  | 2-3  | 1-0  | 3-1  | 3-0  | –––– | 2-0  | 1-0  | 1-0  | 0-4  | 2-1  |
| Urawa Reds          | 3-1  | 1-2  | 0-2  | 1-0  | 0-4  | 0-3  | 0-1  | 2-1  | 2-2  | 1-0  | 1-1  | 0-0  | 0-1  | –––– | 6-0  | 1-2  | 0-0  | 0-2  |
| Vegalta Sendai      | 2-3  | 1-4  | 2-2  | 1-3  | 0-2  | 2-3  | 1-1  | 0-3  | 0-3  | 0-0  | 0-0  | 0-0  | 2-2  | 1-2  | –––– | 2-3  | 0-1  | 0-0  |
| Vissel Kobe         | 0-1  | 0-2  | 4-0  | 1-3  | 2-3  | 2-2  | 1-0  | 1-1  | 4-3  | 0-3  | 3-1  | 0-2  | 2-2  | 0-1  | 1-2  | –––– | 3-3  | 1-1  |
| Yokohama F·Marinos  | 1-2  | 1-2  | 4-1  | 2-3  | 1-1  | 1-3  | 2-1  | 4-0  | 1-1  | 3-1  | 3-0  | 3-2  | 1-3  | 6-2  | 3-1  | 2-3  | –––– | 4-0  |
| Yokohama FC         | 1-2  | 0-2  | 1-2  | 1-0  | 0-3  | 1-5  | 3-2  | 2-3  | 1-1  | 0-2  | 1-3  | 4-2  | 1-0  | 0-2  | 1-1  | 2-1  | 3-1  | –––– |

## Statistiche

### Classifica marcatori
Fonte: Sito ufficiale.
| Gol |  |  | Giocatore        | Squadra             |
| --- |  |  | ---------------- | ------------------- |
| 28  |  |  | Michael Olunga   | Kashiwa Reysol      |
| 18  |  |  | Everaldo Stum    | Kashima Antlers     |
| 15  |  |  | Leandro Pereira  | Sanfrecce Hiroshima |
| 14  |  |  | Yū Kobayashi     | Kawasaki Frontale   |
| 13  |  |  | Kaoru Mitoma     | Kawasaki Frontale   |
| 13  |  |  | Leandro Damião   | Kawasaki Frontale   |
| 13  |  |  | Júnior Santos    | Yokohama F·Marinos  |
| 13  |  |  | Erik             | Yokohama F·Marinos  |
| 12  |  |  | Kyōgo Furuhashi  | Vissel Kobe         |
| 11  |  |  | Leonardo         | Urawa Reds          |
| 11  |  |  | Akihiro Ienaga   | Kawasaki Frontale   |
| 11  |  |  | Marcos Júnior    | Yokohama F·Marinos  |
| 10  |  |  | Ayase Ueda       | Kashima Antlers     |
| 10  |  |  | Shinzō Kōroki    | Urawa Reds          |
| 10  |  |  | Carlinhos Júnior | Shimizu S-Pulse     |